# Irina Fëdorovna Godunova
Irina Fёdorovna Godunova (in russo Ирина Фёдоровна Годунова?; Mosca, 31 maggio 1557 – Mosca, 29 ottobre 1603) fu moglie dello zar di Russia Fëdor I, nonché sorella dello zar Boris Godunov.